# アルジュン・ラームパール
アルジュン・ラームパール（英語: Arjun Rampal、ヒンディー語:  अर्जुन रामपाल、1972年11月26日 - ）はインドの映画俳優。

## 主な出演作品
- Pyaar Ishq Aur Mohabbat （2001年）
- ブラインド・ミッション　Aankhen （2002年）
- Tehzeeb （2003年）
- Asambhav （2004年）
- Elaan （2005年）
- Ek Ajnabee （2005年）
- DON -過去を消された男-　Don （2006年）[1]
- さよならは言わないで Kabhi Alvida Naa Kehna （2006年）
- 恋する輪廻 オーム・シャンティ・オーム　Om Shanti Om （2007年）
- Rock On!! （2008年）
- The Last Lear （2008年）
- Raajneeti （2010年）
- ハウスフル　Housefull （2010年）
- We Are Family（2010年）
- ラ・ワン　Ra.One （2011年）
- Heroine （2012年）[2]
- D-Day （2013年）
- Roy （2015年）[3]
- Rock On 2 （2016年）